# Lugares destacados de Moscú

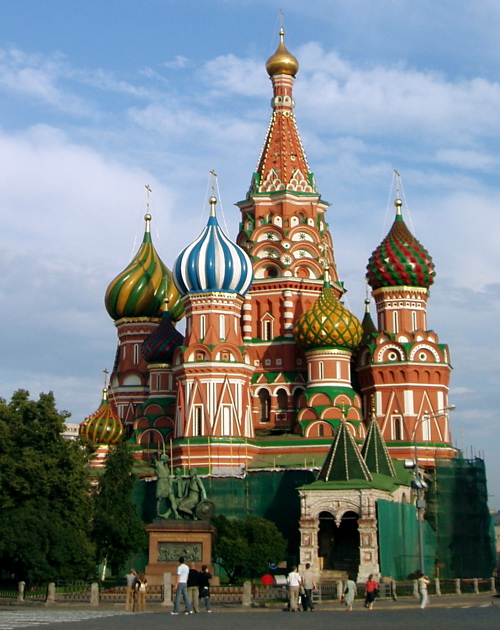
Catedral de San Basilio.

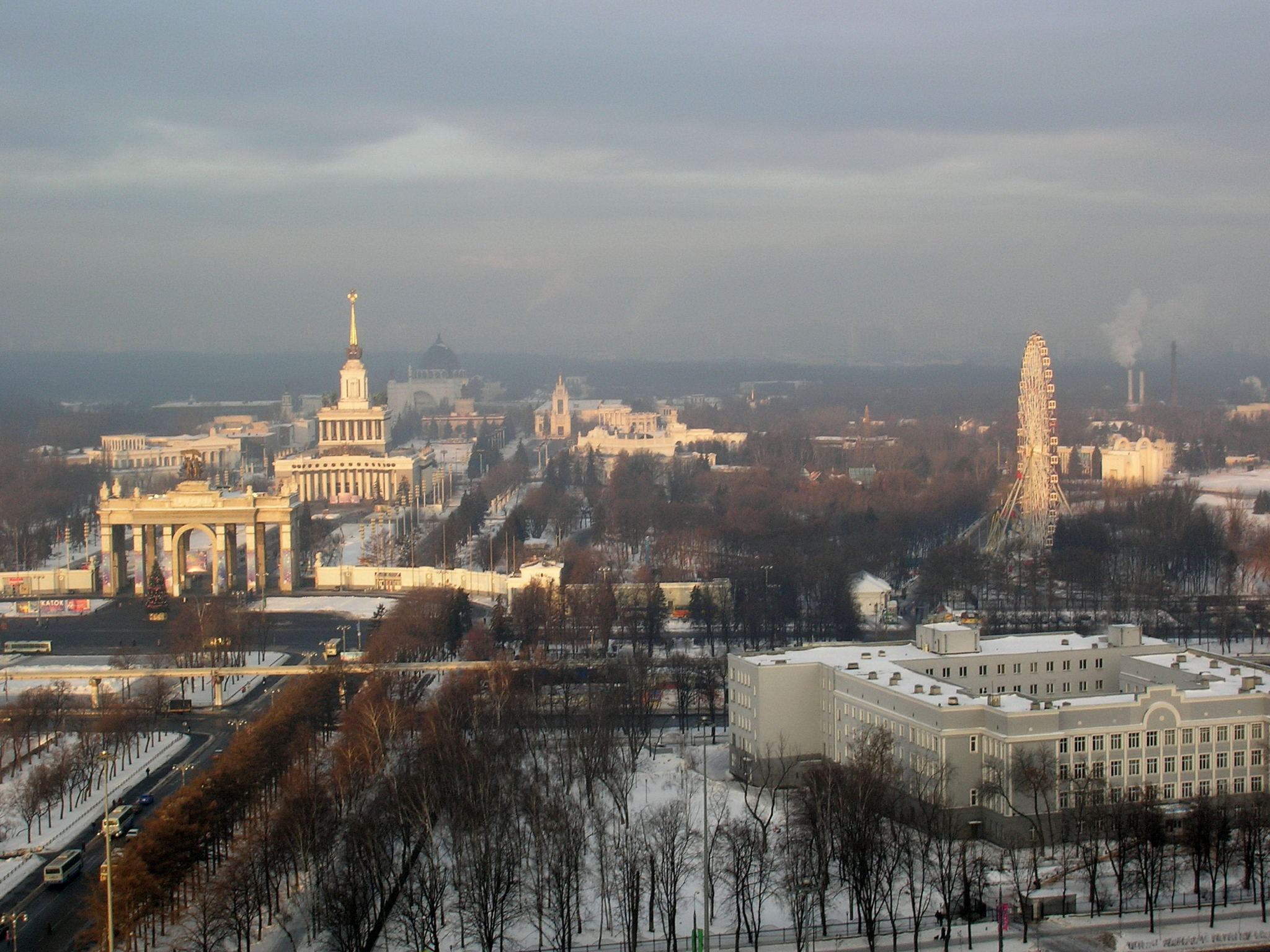
Vista del Centro Panruso de Exposiciones desde el hotel Cosmos.

Entre los lugares más famosos de Moscú se encuentran el Kremlin, la fortaleza de los zares, en él se encuentran varios palacios como el gran palacio o el palacio facetado; además de varias iglesias como la de la anunciación o la de Iván el Grande.
Al lado del Kremlin está la Plaza roja, con la famosa Catedral de San Basilio, finalizada en 1561 y hermosa por sus cúpulas de colores. En esta plaza también esta el museo de historia y el GUM, un centro comercial enorme y elitista. Él diseñó galerías de tienda alargadas espaciosas, el más notable las GUM en la Plaza Roja, que cuenta con un puente e innovadoras bóvedas de metal y cristal. El arquitecto Vladimir Shújov era responsable de construir varias de las señales de Moscú durante Rusia. La Torre de Shújov, sólo una de muchas torres hiperboloide diseñadas por Shújov. También destaca de Shújov, la rotonda del reconvertido Centro Panruso de Exposiciones.

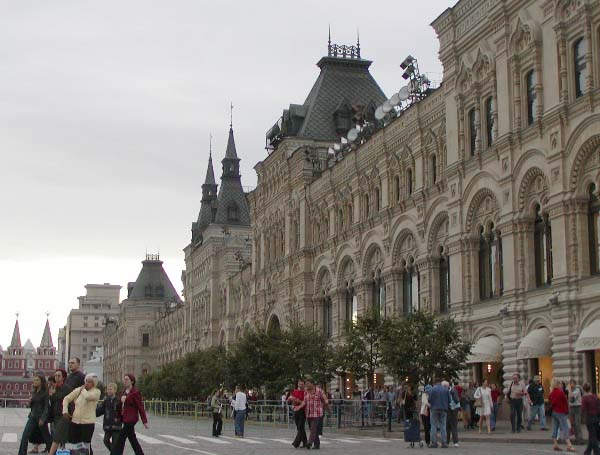
GUM, arquitectos A. Pomerantsev y V. Shújov.

La ciudad posee arquitectura soviética como los rascacielos gótico-estalinistas denominados “las 7 hermanas” ya que son siete edificios semejantes. Entre ellos destaca la universidad estatal de Moscú y el hotel Ucrania. Otra obra soviética es el Metro de Moscú, una red de metro suntuosamente decorada y denominada por Lenin como "los palacios del pueblo". El parque Gorki ofrece sus jardines para el descanso y la recreación.
Recientemente, tras la disolución de la URSS fue reconstruida en Moscú la Catedral del Cristo Salvador según los planos originales de la catedral demolida tras la Revolución de 1917. Hospitales y palacios antiguos fueron reconstruidos, como el Asilo de Kurakin de 1740, que hoy alberga la Casa de las Nacionalidades de Moscú.
Entre los lugares más famosos de Moscú se encuentran también Tsarítsino, Kolomenskoe y Kuskovo.